# 카나코 스펜들러브
카나코 스펜들러브(영어: Kanako Spendlove, 1982년 2월 6일~), 또는 스펜들러브 카나코(일본어: スペンドラブ 佳奈子)는 일본 출신 미국의 아티스틱스위밍 선수이다. 결혼 전 이름은 기타오 가나코(일본어: 北尾 佳奈子)였으며 2004년 하계 올림픽에 일본 국가대표로 출전하여 단체전 은메달을 획득했다.

## 경력
1982년 일본 교토부에서 태어나 헤이안여학원고등학교를 졸업한 후 리쓰메이칸 대학 경영학부에 입학했다. 대학생일 때 2004년 하계 올림픽에 일본 국가대표로 출전하여 싱크로나이즈 단체전에서 은메달을 획득했다.
2004년 하계 올림픽이 끝난 이후 2005년부터 미국 라스베이거스에서 태양의 서커스 단원으로 활동했으며 2010년 미국인 남편과 결혼하고 미국 시민권을 취득했다. 2015년 12월 일본 국적을 포기하며 미국 단일 국적자가 되었고 수영복 패션 브랜드 패럴라과(영어: Perolagua)를 창립했다.
2016년 빌 메이와 함께 아티스틱스위밍 듀엣팀을 결성했고 2017년 세계 수영 선수권 대회에 출전해 믹스듀엣 프리와 믹스듀엣 테크 종목에서 각각 동메달을 획득했다. 이들은 세계 수영 선수권 대회에서 처음으로 메달을 획득한 미국 선수 기록을 세웠다.